# Chiesa dei Sette Santi Fondatori (Viareggio)
La chiesa dei Sette Santi Fondatori è un edificio di culto cattolico sito nel quartiere Darsena di Viareggio, sede dell'omonima parrocchia.

## Storia
Nel 1939 fu costruita la prima chiesa come succursale della parrocchia di Sant'Andrea, retta dai Servi di Maria, il cui terreno rimase comunque nelle disponibilità del comune di Viareggio fino al 1959, anno in cui fu dato in concessione all'ordine religioso. Nel 1962 fu ristrutturata e ampliata, inglobando un volume già in uso a una falegnameria navale.
Nel 1986 fu elevata a parrocchia, acquisendo un'area che precedentemente ricadeva nelle parrocchie di Sant'Andrea e Sant'Antonio. 

## Descrizione
La forma della chiesa ha mantenuto in parte la morfologia del precedente edificio industriale, con una pianta rettangolare ad aula unica: Sul fondo si aprono due piccole cappelle. L’interno è completamente intonacato, privo di decorazioni e con pilasti e capriate a vista. Sulla facciata a capanna si aprono tre monofore e un portico di tre campate. La chiesa è dotata di un piccolo campanile a vela con due piccole campane manuali.